# Proteccionisme
El proteccionisme és un corrent econòmic que aposta per la producció nacional i imposa taxes i aranzels als productes internacionals per limitar les importacions. S'oposa al lliurecanvisme i limita la competència. Aquest corrent es va fer servir durant el Crac del 29 als EUA per tal d'intentar restaurar l'economia del país.
Alguns exemples històrics de proteccionisme es troben al règim autàrquic durant el primer franquisme, amb un aïllament internacional polític i econòmic o en les polítiques agrícoles de la Unió Europea, que privilegien els productes dels seus països membres en detriment dels estats del Tercer Món.
Es tanquen fronteres per poder protgeir la producció autòctona, i per culpa d'aquests aranzels espanyols es creen vàries conseqüències. Una és el mercat captiu, que fa que els espanyols no puguin comprar altres productes que no siguin espanyols, i impedeix el lliure mercat. Un altre és que es crea una Espanya desequilibrada, ja que tota la indústria es concentra només a les grans metròpolis com Barcelona, Madrid, València i Eusquera, encara que aquest últim no era massa gran.